# Принципи системного аналізу
Принцип — це узагальнені досвідчені дані, це закон явищ, знайдений зі спостережень. Тому їхня істинність пов'язана тільки з фактом, а не з якими-небудь домислами.

## Загальне поняття принципів
З принципів шляхом логіко-математичного міркування отримують в застосуванні до конкретних ТС незліченні наслідки, що охоплюють всю область явища і складові бездоганну теорію. Теорії такого роду надзвичайно міцні і непорушні: вони побудовані з самого добротного матеріалу — вірного досвіду і тонкого міркування. У формулюванні принципів існує певний елемент умовності, пов'язаний із загальним рівнем розвитку науки в дану історичну епоху. Тому відбувається поступове уточнення принципів, але не їх скасування або перегляд. За своєю структурою методи і принципи мають спільні риси і відмінності. Метод — це не фактична діяльність, а можливі її альтернативні способи. Принцип — це постійно і послідовно застосовуваний метод. Отже, у міру того як метод втрачає свою альтернативність, стає все більше і більше переважним варіантом або навіть єдиним варіантом дій, тим менше він метод і тим більше він принцип. Принцип ми не вибираємо, ми йому слідуємо постійно. Відомо, що принципи загального зв'язку і розвитку як основоположні принципи діалектики в умовах НТР піддаються подальшому розвитку і конкретизації в застосуванні їх до природознавства і техніці. Видається, що для більш плідного використання філософських категорій, в тому числі і принципів, необхідно, щоб між ними і приватними природними і технічними знаннями (науками) перебували сполучні ланки. Одним з них і є системний аналіз. Саме він і дозволяє реалізувати безпосередній контакт, стиковку філософських положень і методів (принципів) конкретних наук. Чим же визначається виняткова важливість принципу як такого? Наведемо лише два історичних висловлювання.
1. Знання деяких принципів легко компенсує незнання деяких факторів [Клод Гельвецій (1715—1771) — французький філософ-матеріаліст].
2. У питанні про системи нагромадили стільки помилок лише тому, що не розкрили переваг і недоліків цих принципів, на яких вони спочивають [Етьєн Бонно де Кондільяк (1715—1780) — французький філософ-просвітитель. (Зібрання творів: У 3 т. М., 1982. Т. 2. С. 490)].
Ще раз повторимо, що спочатку системний аналіз базувався головним чином на застосуванні складних математичних прийомів. Через деякий час вчені прийшли до висновку, що математика неефективна при аналізі широких проблем з безліччю невизначеностей, які характерні для дослідження і розробки техніки як єдиного цілого. Про це говорять багато провідні фахівці-системщики. Тому стали вироблятися концепція такого системного аналізу, в якому робиться наголос переважно на розробку нових по своїй суті діалектичних принципів наукового мислення, логічного аналізу складних об'єктів з урахуванням їх взаємозв'язків і суперечливих тенденцій. При такому підході на перший план висуваються вже не математичні методи, а сама логіка системного аналізу, упорядкування процедури прийняття рішень. І мабуть, не випадково, що останнім часом під системним підходом найчастіше розуміється деяка сукупність системних принципів. Які ж основні принципи системного аналізу можуть лягти в основу теорії оцінки ТС? Аналіз науково-технічної літератури показує, що на сучасному етапі НТР системні принципи, на превеликий жаль, далеко не систематизовані і повністю не розкриті, є неопрацьованими і розвиненими до виду, зручного для практичного застосування. І тому не випадково, що системний аналіз в ряді великих розробок взагалі відсутній.

### Принцип оптимальності
Стосовно до розв'язуваної проблеми розглянемо один з необхідних принципів системного аналізу — принцип оптимальності.
Відомо, що характерною рисою сучасного розвитку (а розвиток — це один з принципів діалектики!) є вибір найбільш відповідного варіанту ТЗ. У живій природі подібне відбувається у вигляді природного відбору, хоча має місце і штучний відбір, наприклад у діяльності селекціонерів. У розвитку ТС ми також повинні мати справу з відбором. В ході технічного освоєння наукових досягнень важливо вибирати творчі рішення, які є кращими за комплексом показників для заданих умов, ніж раніше досягнуті. Але що значить «кращі»? Різні автори кожен по-своєму визначає цей термін. Як скористатися такими визначеннями в кожному конкретному випадку — невідомо. Розвиток методів системного аналізу дозволив внести в принцип оптимальності новий зміст. «Завдання полягає не в тому, щоб знайти рішення краще за існуюче, а в тому, щоб знайти найкраще рішення з усіх можливих». З точки зору системного аналізу в такій задачі найбільш цікавим стає методологічний аспект. Якщо раніше оптимізація була пов'язана в основному тільки з аналізом, то в даний час вона неможлива при вимозі своєї повноти без використання методів синтезу. Необхідність синтетичних методів випливає з принципу емерджентності, який є подальшим розвитком оптимальності. Цей порівняно новий і маловідомий принцип системного аналізу висловлює така важлива властивість системи: чим більша система і чим більше розходження в розмірах між частиною і цілим, тим вища ймовірність того, що властивості цілого можуть сильно відрізнятися від властивостей частин. Даний принцип підкреслює можливість розбіжності локальних оптимумів цілей окремих частин з глобальним оптимумом мети системи. Тому він вказує на необхідність в цілях досягнення глобальних результатів приймати рішення і вести розробки з удосконалення систем не тільки на основі даних аналізу, але й їх синтезу. Слід зазначити, що принцип емерджентності є вираженням закону матеріалістичної діалектики — переходу кількості в якість.

### Принцип системності
Принцип системності виступає як одна з граней діалектичної філософії, як конкретизація і розвиток діалектичного методу. «Щоб дійсно знати предмет, треба охопити, вивчити всі його сторони, всі зв'язки і опосередкування. Ми ніколи не досягаємо цього повністю, але вимога всебічності застерігають нас від помилок…» (Ленін В. І. // І.. Собр. Соч. Т. 42. 290). Принцип системності припускає підхід до нової техніки як до комплексного об'єкту, представленому сукупністю взаємопов'язаних приватних елементів (функцій), реалізація яких забезпечує досягнення потрібного ефекту, в мінімальні терміни і при мінімальних трудових, фінансових і матеріальних витратах, з мінімальним збитком навколишнього середовища .. . Він передбачає дослідження об'єкта, з одного боку, як єдиного цілого, а з іншого боку, як частини більшої системи, в якій аналізований об'єкт перебуває з рештою системами в певних відносинах. Таким чином, принцип системності охоплює всі сторони об'єкта і предмета в просторі і в часі!

### Принцип ієрархії
Принцип ієрархії [ієрархія від гр. священна влада — порядок підпорядкування складових нижчестоящих елементів і властивостей вищестоящим по строго визначеним щаблях (ієрархічна драбина) і перехід від нижчого рівня до вищого] є тип структурних відносин у складних багаторівневих системах, характеризуються впорядкованістю, організованістю взаємодій між окремими рівнями по вертикалі. Ієрархічні відносини мають місце в багатьох системах, для яких характерна як структурна, так і функціональна диференціація, т. Е. Здатність до реалізації певного кола функцій. Причому на більш високих рівнях здійснюються функції інтеграції, узгодження. Необхідність ієрархічної побудови складних систем обумовлена тим, що управління в них пов'язано з переробкою та використанням великих масивів інформації, причому на нижчих рівнях використовується більш детальна і конкретна інформація, що охоплює лише окремі аспекти функціонування системи, а на більш високі рівні надходить узагальнена інформація, що характеризує умови функціонування всієї системи, і приймаються рішення щодо системи в цілому. У реальних системах ієрархічна структура ніколи не буває абсолютно жорсткою в силу того, що ієрархія поєднується з більшою або меншою автономією нижчих рівнів по відношенню до верхніх, і в управлінні використовуються властиві кожному рівню можливості самоорганізації.

#### Принцип інтеграції
Принцип інтеграції (інтеграція — від лат. Цілісність, об'єднання в ціле будь-яких частин або властивостей, відновлення) спрямований на вивчення властивостей інтеграції і закономірностей. А властивості інтеграції з'являються в результаті сполучення елементів до цілого, поєднання функцій в часі і в просторі! Синергетичний ефект — ефект поєднання дій. Наприклад, в роторно-конвеєрних лініях поєднуються транспортні та обробні функції — ефект їх вам відомий! А тепер сумістите ЛА з ПУ, басу з носієм комплексу тощо.

#### Принцип формалізації
Принцип формалізації (формальний — що відноситься до форми, на противагу суті, т. Е. Несуттєвий) націлений на отримання кількісних і комплексних характеристик. Ці класичні принципи системного аналізу, що носять насамперед філософський характер, постійно розвиваються, причому в різних напрямках. Нижче представлені ті основні принципи та ідеї, які найбільш тісно пов'язані з удосконаленням управлінської практики, особливо при прийнятті великих рішень у сфері економіки США.
1. Процес прийняття рішень (ППР) повинен починатися з виявлення кінцевих цілей, які хочуть досягти. Ця ідея може бути визнана елементарної, простим правилом здорового глузду, але і весь СА, на думку американського вченого А. Ентовена, являє собою освічений здоровий глузд. Особливо гостра потреба в СА виникає тоді, коли хочеться багато чого, а можливості і кошти обмежені. У цих умовах важлива впорядкована процедура визначення цілей — з'ясування їх пріоритетів та ієрархії, співпідпорядкованості, взаємного зв'язку.
2. До кожної великої задачі необхідно підходити як до складної системи, т. е. Виявляючи все взаємозв'язку і наслідки того чи іншого рішення — як по вертикалі (за часом), так і по горизонталі (з точки зору впливу на інші галузі економіки, на політику тощо). Ідея системи в тому й полягає, що зміни в одному її елементі викликають ланцюгову реакцію змін до інших. Треба відзначити, що в еволюції управління на початку 1970-х років відбулося істотне зрушення. Тривалий час ця еволюція йшла в напрямку все більш вузької спеціалізації — функції дробилися, ставали все більш спеціальними і вузькими. Це починало заводити управлінську діяльність в очевидний глухий кут. Саме тому вже в ті роки гаслом дня стала інтеграція, т. Е. Спроби охопити весь комплекс проблем, заздалегідь передбачити всю систему взаємодій і взаємозалежностей і врахувати не тільки прямі, але і непрямі, не тільки безпосередні, а й віддалені наслідки прийнятих рішень. Розширення масштабів світового господарства і ускладнення взаємозв'язків між вхідними в нього елементами в умовах високих темпів соціального і науково-технічного прогресу об'єктивно призводять до того, що ряд великих проблем не може бути ефективно вирішено за допомогою ізольованих приватних заходів (предметних знань!) Або систем тільки галузевого або тільки територіального управління (теж предметних знань, тільки більш широких). У першу чергу це відноситься до проблем, що охоплює суміжні сфери і вимагає всебічної об'єктивної оцінки (соціальної, економічної, технічної, політичної та ін.).
3. При підготовці рішення обов'язково виявлення можливих альтернатив, т. Е. Різних шляхів до цілей, різних методів вирішення кожного завдання, аналіз переваг і недоліків кожного з них, з тим щоб можна було вибрати оптимальний, тобто в даних умовах найкращий. Важливо, щоб набір основних альтернатив представлявся вищому керівництву — тим, хто приймає остаточні рішення, будучи вільним від відомчих міркувань і маючи більш широкий погляд на сукупність всіх істотних в даному випадку факторів. Природно, що мова йде про обґрунтованих альтернативах, підготовлених таким чином, щоб були видні плюси і мінуси кожної з них, відносні переваги і недоліки. Це передбачає, зокрема, вироблення об'єктивних критеріїв оцінки різних варіантів рішення, що дають можливість порівняти ці варіанти і таким шляхом вибрати найкращий. Американської наукою визначено ряд таких критеріїв залежно від сфери застосування (вартість — ефективність, вартість — вигода та ін.).
4. Механізм управління повинен бути підпорядкований мети або завдання, яка реалізується за його допомогою, тобто структура організації пристосовується до мети, а не навпаки. Цей принцип отримує в практиці управління все більш поширеною на противагу традиційної функціональної організації. Все більш типовою структурою організації в промисловості і сільському господарстві стає програмно-цільова, тобто спеціально пристосована для вирішення поставленого завдання, здатна створити надійне організаційне забезпечення для реалізації рішення. Організаційні структури при цьому намагаються створювати гнучкі, легко пристосовуються до специфіки програми, здатні вдосконалюватися, так би мовити, на ходу.
5. Принцип «ковзного» планування і фінансування полягає в тому, що в рамках довготривалої програми, розрахованої на досягнення тієї чи іншої кінцевої мети, встановлюються середньострокові плани, які щороку зсуваються на рік. Наприклад, в США в ряді областей діяльності на федеральному рівні утвердилася практика складання планів на 5 років (особливо в галузі військового будівництва). Але ці плани, як правило, розраховуються на 5 років вперед щороку: скажімо, план на 1998—2002 рр. буде в цьому випадку виглядати як план на 1998 плюс чотири наступні роки і т. д. Такий порядок складання планів і фінансування дає в порівнянні з «жорстким» строком планування, що не зрушуються від року до року, ряд переваг. Одне з них полягає в тому, що підприємства і галузі в кожен момент знають свої перспективи на кілька років вперед. При жорсткому ж плануванні вони можуть мати такі перспективи лише в першому році програми, а в останньому році перспектива буде зрозуміла лише на один рік або кілька місяців. Інша перевага полягає в тому, що відкривається можливість постійно вносити в плани, без їх порушення, необхідні корективи, зв'язування з новими відкриттями, змінами в економіці та ін.
Відкривається широка можливість як би для оберненого зв'язку — не тільки від плану до практики, але і від практики до плану. Кожна з перерахованих ідей (принципів), навіть окремо взята, при своєму практичному здійсненні може дати певний ефект. Але ефект збільшується, якщо вони застосовуються в комплексі. Тоді ці ідеї перетворюються в певну систему прийняття рішень і управління, що дозволяє більш ефективно керувати складними програмами. При цьому процес управління розчленовується на такі елементи:
- Виявлення та обґрунтування кінцевих цілей і вже на цій підставі — проміжних цілей і завдань, які необхідно вирішувати на кожному даному етапі;
- Виявлення і зведення в єдину систему частин розв'язного завдання, її взаємозв'язків з іншими завданнями і об'єктами, а також наслідків прийнятих рішень;
- Виявлення та аналіз альтернативних шляхів рішення завдання в цілому та її окремих елементів (підзадач), порівняння альтернатив за допомогою відповідних критеріїв, вибір оптимального рішення.